# Action libérale nationale
Pour les articles homonymes, voir ALN et Action nationale.
L'Action libérale nationale (ALN) était un parti politique du Québec, fondé le 12 août 1934 par des membres dissidents du Parti libéral du Québec et dirigé par Paul Gouin. Son programme était inspiré des réformes du Programme de restauration sociale mises au point par l'École sociale populaire du père jésuite Joseph-Papin Archambault de Montréal.
Les membres les plus connus de l'Action libérale nationale étaient René Chaloult, Oscar Drouin, Ernest Grégoire (maire de Québec) et le Dr Philippe Hamel. Hamel était un dentiste éminent de Québec, convaincu de la nécessité de nationaliser les compagnies hydro-électriques de la province, et Drouin un ancien député libéral déçu de la politique conservatrice du premier ministre Taschereau.
L'ALN s'allia avec le Parti conservateur du Québec de Maurice Duplessis à la veille des élections de 1935, les deux partis se partageant les circonscriptions électorales pour ne pas créer d'affrontement entre les candidats des deux partis.
L'ALN fit élire 25 députés sur 52 candidats, obtenant 29 % des votes, et les conservateurs 16 députés sur 34 candidats. Bien que l'ALN eût davantage de députés, c'est Duplessis qui prit la tête de la nouvelle alliance.
À la suite de conflits avec Duplessis, Gouin lui retira son appui quelques mois avant les élections de 1936. Cependant, 20 des députés de l'ALN se joignirent aux conservateurs pour fonder l'Union nationale que Duplessis conduisit à la victoire aux élections de 1936.
Aux élections de 1939, l'ALN ne réussit à présenter que 60 candidats sur un total de 93 circonscriptions. Privée de ses principales vedettes de l'élection précédente, devant mener une campagne avec un financement beaucoup plus modeste que celui de l'Union nationale et du Parti libéral, la formation de Paul Gouin compte sur la radio pour faire connaître son programme.
Au scrutin du 25 octobre, l'ALN ne récolte que 4,5 % des votes. Le parti disparaît peu après l'élection. Son immeuble demeure vacant jusqu'à l'arrivée du Bloc populaire,,.

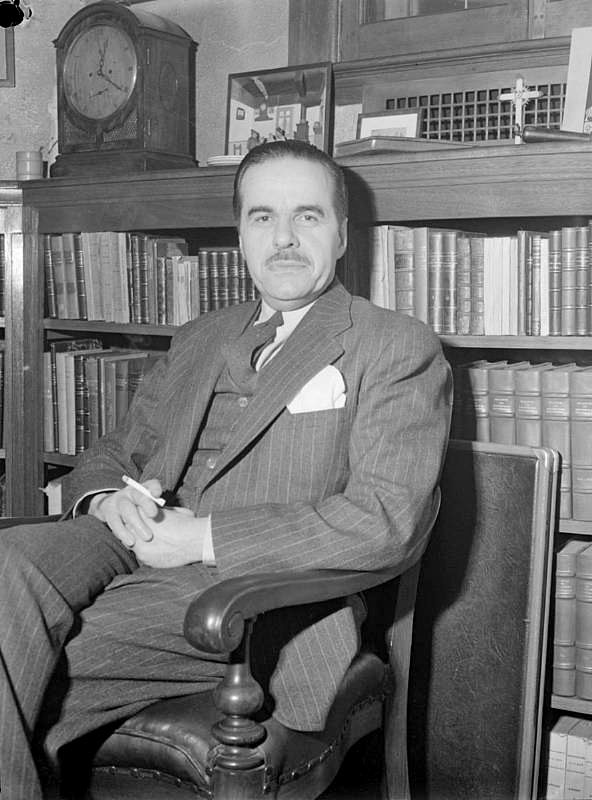
Paul Gouin est chef du Parti de l'Action libérale nationale

## Politiques
L'ALN est née en plein cœur de la crise économique des années 1930. Les dissidents désapprouvaient la manière du premier ministre Louis-Alexandre Taschereau de gérer la crise. Les solutions qu'ils prônaient étaient le retour à la terre, le corporatisme, l’accès au crédit rural, l’électrification rurale, la lutte aux trusts, le coopératisme, la nationalisation de l’électricité et le développement de la petite et moyenne industrie. L'ALN était influencée par la pensée nationaliste et conservatrice de l'abbé Lionel Groulx, de même que par la pensée économique d'Esdras Minville, directeur de HEC Montréal et défenseur de la doctrine sociale de l'Église catholique.

### Élections provinciales
| Élection | Votes   | %     | Candidats | Sièges  | +/– | Positionnement | Gouvernement |
| -------- | ------- | ----- | --------- | ------- | --- | -------------- | ------------ |
| 1935     | 161 239 | 29.57 | 57        | 26 / 90 |     | 2e             | Opposition   |